# Dzaïr News
Dzair News est une chaîne de télévision thématique privée algérienne d'information, diffusant en majorité des journaux télévisés , des débats télévisés politiques, et économiques lancée en 18 mai 2014. La chaîne cesse d'émettre le 25 juin 2019 à la suite de difficultés financières et fusionne avec sa chaîne sœur Dzaïr TV.

## Programmes
- مساء الصحافة

- ضيف الاقتصاد

- وجوه ثقافية

- إتجاهات

- عالم الفلاحة

- Dzair Motors

## Organisation

### Dirigeants
Président
- Ali Haddad

Directeur des sports
- Riad Belkhedim

### Siège
Le siège social de Dzaïr News est situé à Saïd Hamdine (Alger).

## Journalistes, passés ou présents
Lamia Achouche
Mustafa Azzoug
Oussama Senouci 
Hind Semineras
Fatma Zohra Meheni

## Diffusion
- Dzair News est disponible sur le satellite Nilesat à la fréquence 114958 h 27500, la chaîne fait partie du bouquet Free Box TV